# 东临溪镇
东临溪镇，是中华人民共和国安徽省黄山市休宁县下辖的一个乡镇级行政单位。

## 行政区划
东临溪镇下辖以下地区：
临溪村、芳口村、一心村、三村、小阜村、巧坑村、源口村、璜源村、大阜村、和坑村和汊口村。